# Пје дел Коле (Мачерата)
Пје дел Коле (итал. Pie' del Colle) насеље је у Италији у округу Мачерата, региону Марке.
Према процени из 2011. у насељу је живело 37 становника. Насеље се налази на надморској висини од 740 м.